# Franck Piccard
Franck Piccard (Saisies, 17 september 1964) is een voormalige Franse alpineskiër.

## Palmares

### Olympische Winterspelen
- Calgary (1988)
  - Gouden medaille in de super G
  - Bronzen medaille in de afdaling
- Albertville (1992)
  - Zilveren medaille in de afdaling

### Wereldkampioenschap
- Saalbach (1991)
  - Bronzen medaille in de super G